# People (chanson de Barbra Streisand)
Pour les articles homonymes, voir People.
People est une chanson composée par Jule Styne, avec les paroles de Bob Merrill, pour leur comédie musicale Funny Girl créée à Broadway en 1964.
La chanson a été créée sur scène par Barbra Streisand, l'interprète du rôle principal de Fanny Brice dans la production originale de Broadway de 1964. Streisand a aussi repris le rôle dans l'adaptation cinématographique de 1968.

## Accolades
La chanson a été nommée pour le Grammy de la chanson de l'année 1964, mais a perdu face à Hello, Dolly! écrite par Jerry Herman et interprétée par Louis Armstrong.
La chanson People (dans la version du film Funny Girl sorti en 1968) est classée 13e dans la liste des « 100 plus grandes chansons du cinéma américain » selon l'American Film Institute (AFI).